# Voleybol 1. Ligi (femminile)
La Voleybol 1. Ligi è la seconda divisione del campionato turco di pallavolo femminile: al torneo partecipano ventiquattro squadre di club turche, divise in due gironi; determina i club promossi in Sultanlar Ligi e quelli retrocessi in Voleybol 2. Ligi.

## Albo d'oro
| Dal 1983 al 2016 la competizione è denominata Voleybol 2. Ligi |                      |                      |                      |
| 1983-06                                                        | Dati non disponibili | Dati non disponibili | Dati non disponibili |
| 2006-07 Dettagli                                               | Selçuk Üniversitesi  | Marmaris             | Ankara Eczacı        |
| 2007-08 Dettagli                                               | Ereğli               | Gazi Üniversitesi    | Nilüfer              |
| 2008-09 Dettagli                                               | Tarım                | Ankaragücü           | Beylikdüzü           |
| 2009-10 Dettagli                                               | TED Ankara           | Dicle Üniversitesi   | Çerkezköy            |
| 2010-11 Dettagli                                               | Emlak-TOKİ           | Yeşilyurt            | Çanakkale            |
| 2011-12 Dettagli                                               | Sarıyer              | Bursa BB             | Karşıyaka            |
| 2012-13 Dettagli                                               | Çanakkale            | Gazi Üniversitesi    | Karşıyaka            |
| 2013-14 Dettagli                                               | İdman Ocağı          | Nilüfer              | Seramiksan           |
| 2014-15 Dettagli                                               | Salihli              | Halkbank             | Karşıyaka            |
| 2015-16 Dettagli                                               | Beşiktaş             | Seramiksan           | Balıkesir BB         |
| Dal 2016 la competizione è denominata Voleybol 1. Ligi         |                      |                      |                      |
| 2016-17 Dettagli                                               | Beylikdüzü Vİ        | İlbank               | Pursaklar            |
| 2017-18 Dettagli                                               | Türk Hava Yolları    | Karayolları          | Balıkesir BB         |
| 2018-19 Dettagli                                               | PTT                  | Yeşilyurt            | Sarıyer              |
| 2019-20 Dettagli                                               | Non terminato        | Non terminato        | Non terminato        |
| 2020-21 Dettagli                                               | Kalecik              | Bolu                 | Adam                 |
| 2021-22 Dettagli                                               | İlbank               | Çukurova             | Adam                 |
| 2022-23 Dettagli                                               | Beşiktaş             | Karayolları          | Adam                 |
| 2023-24 Dettagli                                               | Bahçelievler         | Aras Kargo           | İBB                  |
| 2024-25 Dettagli                                               | İlbank               | Göztepe              | İBB                  |

## Palmarès
| Squadra              | Titolo | Stagione         |
| -------------------- | ------ | ---------------- |
| Beşiktaş             | 2      | 2015-16, 2022-23 |
| İlbank               | 2      | 2021-22, 2024-25 |
| Selçuk Üniversitesi  | 1      | 2006-07          |
| Ereğli               | 1      | 2007-08          |
| Tarım                | 1      | 2008-09          |
| TED Ankara           | 1      | 2009-10          |
| Emlak-TOKİ           | 1      | 2010-11          |
| Sarıyer              | 1      | 2011-12          |
| Çanakkale            | 1      | 2012-13          |
| İdman Ocağı          | 1      | 2013-14          |
| Salihli              | 1      | 2014-15          |
| Beylikdüzü Vİ        | 1      | 2016-17          |
| Türk Hava Yolları    | 1      | 2017-18          |
| PTT                  | 1      | 2018-19          |
| Mert ve Kaan Sigorta | 1      | 2020-21          |
| Bahçelievler         | 1      | 2023-24          |